# Jakub Deml
Jakub Deml (20. srpna 1878 Tasov – 10. února 1961 Třebíč) byl moravský kněz, básník, spisovatel a nakladatel.
Čelil mnoha zákazům činnosti ze strany církve i státu a ve své době nebylo jeho dílo přijímáno vždy kladně. Dnes jsou jeho díla považována za předchůdce moderních literárních směrů, zejména surrealismu (ovšem jediná spojitost Demlova díla s metodami surrealismu se zakládá na ovlivnění sny. Pokud je známo, s Freudovou psychologií Deml obeznámen nebyl). Po druhé světové válce (jakožto básník s německým původem) čelil  obvinění z kolaborace, ta mu však nebyla prokázána.

## Život

### Původ a mládí
Narodil se 20. srpna 1878 jako první dítě chalupníka a kupce Jakuba Demla z jeho 2. manželství, a to s Antonií Bělochovou. Měl pět sourozenců: Františku (1880–1952), Mathildu (1883–1883), Emilii (1884–1885), Mathildu (1886) a Ludvíka (1888). Měl ještě nevlastní sourozence z 1. manželství otce s Františkou Adamovou a z 3. manželství s Annou Palečkovou. Jeho dědeček, Jan Deml (zemřel ve věku 82 let 25. srpna 1887 v Tasově), byl původem Němec z Opatova (odešel na Moravu ze strachu před svou sestrou – chtěla ho potrestat za to, že rozbil džbán na mléko).
Když bylo Jakubu Demlovi jedenáct let, tedy roku 1889, poslal ho otec na zkušenou neboli na výměnu („Wechsl“) do německé rodiny ve Wulzeshofenu u Laa v Rakousku. Naučil se tam německy a poněmčil se. Začátkem března 1890 se vrátil domů, protože matka ležela na smrtelné posteli. Jakub na ni ale mluvil jen německy, neboť se styděl za to, že je Čech. Matka zemřela, což jej prý vyléčilo z jeho nadšení pro němectví. Studoval na třebíčském gymnáziu, kde začal publikovat v školním časopise Sursum (výtisky tohoto časopisu jsou ovšem nezvěstné). V roce 1897 publikoval v ivančických Zájmech lidu, v roce 1899 pak v Novém životě, Dvacátém věku a Museu. Vstoupil do brněnského semináře (Deml často vzpomínal, že toto jeho rozhodnutí významně ovlivnil Otokar Březina) a roku 1902 byl vysvěcen na kněze.

### Kněžství a raná tvorba
Jako kněz začal Deml působit v Kučerově u Vyškova v prostředí s převahou německého obyvatelstva (což byl hlavní důvod, proč Deml záhy požádal církevní nadřízené o přeložení). Na jeho tvorbu mělo velký vliv přátelství s Otokarem Březinou a letmé spojení s Katolickou modernou, s jejímiž představiteli se seznámil již v semináři. První knihu nazvanou Slovo k Otčenáši Františka Bílka věnoval Deml památce Františka Sušila. Knihu vydala revue Nový život roku 1904 a prolog doplnil právě Otokar Březina. Téhož roku byl umístěn jako kaplan do Babic, jeho nadřízeným knězem se tak stal Josef Ševčík (1857–1911), s nímž navázal hluboké přátelství, jež přetrvalo i po Demlově dalším přeložení.
Od roku 1905 přestal přispívat do Nového života, obrátil se kriticky jak proti Katolické moderně, tak proti klerikalismu, což vzbudilo nelibost mnoha církevních představitelů. Začal vydávat souborné dílo svého přítele, grafika Františka Bílka, což Demla finančně značně vyčerpalo. Mezi lety 1905 až 1911 redigoval Deml ve Staré Říši edici Studium. V roce 1906 se seznámil s Jaroslavem Durychem. Jeho spor s církevními autoritami se stupňoval kvůli pomalému zavádění Dekretu papeže Pia X. o každodenním svatém přijímání. Nakonec Deml požádal o dočasné zbavení kněžských povinností ze zdravotních důvodů, žádosti vyhověl biskup Pavel Huyn roku 1907 a Deml odešel z kněžské služby.

### Přetrvávající spory
Po uvolnění z kněžských povinností žil Deml ve Staré Říši. V roce 1907 vydal soubor svých kázání Homilie a básnickou prvotinu Notantur lumina. Bylo pro něj těžké získat povolení k vydávání svých knih. V roce 1908 se objevily spory s dosavadním přítelem Josefem Florianem, jež později vyvrcholily otevřeným nepřátelstvím, a dokonce soudními tahanicemi o Demlovy rukopisy, které u Floriana Deml po odstěhování ponechal. Deml dostal nakrátko místo a působil jako kaplan v Bystrci, od konzistoře dostal ale zákaz psaní a překládání. Kvůli přetrvávajícím sporům byla biskupem ustavena církevní vyšetřovací komise. Deml odjel do Vídně, po návratu byl zbaven kněžských pravomocí na dobu neurčitou; ocitl se tak bez finančních prostředků. Právo vykonávat kněžské funkce získal zpět v roce 1910.
Roku 1912 vydal několik svých knih i překladů. Přeložil Život svaté Dympny, Slavíka Svatého Bonaventury. Pod pseudonymem Vojtěch Běloch vydal Život ctihodné Kateřiny Emmerichové. Seznámil se také s grafikem Josefem Váchalem, s jehož ilustracemi vydal Horu proroků, další překlad o viděních Anny Kateřiny Emmerichové. Váchal svými grafikami doprovodil i Demlův vrcholný text Hrad smrti. Vydal knihu deníkového charakteru Rosnička – žánr, jejž Rosničkou ve svém autonomním díle ustanovil, se pak promítá do desítek dalších jím publikovaných knih, nejvíce v cyklu Šlépejí. Z církevního nařízení se musel přestěhovat do Prahy. Tam ovšem navázal četné styky s místní literární a uměleckou komunitou. 
V roce 1913 vydal dílo Moji přátelé, v tom roce pobýval u rodiny Wiesenbergových. Žena továrníka Wiesenberga, Eliška Wiesenbergová (1869–1918), byla totiž Demlovou mecenáškou a později velmi blízkou přítelkyní. Pobyt ale skončil skandálem, Deml byl obviněn ze svůdnictví a cizoložství (jakkoli o intimních stycích mezi ním a Eliškou Wiesenbergovou nic konkrétního není známo; Eliščina rodina spíše nelibě nesla důvěrnost přátelství mezí ní a Demlem; Demlův právník Alois Plichta ve svých pamětech rozhodně vyloučil, že by Deml s Wiesenbergovou celibát porušoval, avšak to je jen málo pravděpodobné, autor už od dob svého kaplanování otevřeně vystupoval proti konceptu celibátu a v jeho knihách proti němu výrazně argumentuje) a jako důsledek mu bylo zakázáno vykonávat kněžské funkce jak v Praze, tak i v Brně. Publikoval další deníky (Pro budoucí poutníky a poutnice) a pokračoval ve vydávání překladů o životě světců, v roce 1916 pak vydal knihu básní v próze s názvem Miriam. V roce 1917 Deml začal vydávat cyklus Šlépěje. Celou válku strávil u sestry a švagra v Jinošově, kde s ním po nějakou dobu pobývala i Eliška Wiesenbergová, a to poté, co se rodinný skandál mírně utišil. 

### První republika
Deml vkládal velké naděje do republikánského zřízení, ale i přes odchod biskupa Huyna stále narážel na problémy s byrokracií. Bylo mu povoleno celebrovat mše, ale nesměl kázat ani zpovídat. Roku 1918 na brněnském vlakovém nádraží potkal Pavlu Kytlicovou, která se brzy stala jeho mecenáškou, po čase i hospodyní a vydavatelkou jeho knih. V roce 1920 s Pavlou Kytlicovou odjel na Slovensko. Tam se setkal s protičeským klerikalismem, a tak ještě téhož roku zamířil do Vrchlabí.
Z Vrchlabí se odstěhoval zpět do Prahy. Roku 1922 si nechal postavit v rodném Tasově (v části zvané „Bosna“) dům, který pro něho navrhl architekt Bohuslav Fuchs. V tomto domě žil až do své smrti (dům nechal Deml přepsat na dominikánský řád, což mu zachránilo později střechu nad hlavou, v letech, během nichž se topil v dluzích). Mezi lety 1921 až 1928 byl členem Sokola. Napsal několik děl na oslavu Sokola, roku 1924 byl odsouzen pro urážku na cti za proslov proti Orlům. Když bylo na Demla útočeno pro jeho kněžství, vystoupil na jeho obranu roku 1925 člen předsednictva ČOS a význačný průmyslník Antonín Formandl. Se Sokoly se Deml později rozešel.
Když ve svých dílech kritizoval Tomáše Garigue Masaryka, dostal se do konfliktu s prvorepublikovými úřady. Výtisky Šlépějí XIII byly dokonce zabaveny. Demlovo stíhání nakonec zastavil sám Masaryk. Jakub Deml později prohlásil, že si Masaryka vážil, i když s ním v mnohém nesouhlasil. Leckteré jeho výroky o Masarykovi byly ovšem parafrází názorů Otokara Březiny. 
25. března 1929 zemřel Otokar Březina. Jakub Deml o něm napsal Mé svědectví o Otokaru Březinovi. Toto dílo, bořící zidealizovaný obraz Březiny, se dočkalo tvrdé kritiky například od F. X. Šaldy, který o tomto díle mimo jiné napsal: „Po knize Chalupného působí kniha Demlova, jako by ses propadl z prvního patra do smrdutého sklepa.“ Kniha měla mnoho odpůrců a uškodila Demlově pověsti. Autenticitu obrazu o Březinovi ale potvrdil Karel Čapek, byť ve své obhajobě Jakuba Demla zdůrazňoval, že mnohé měl v knize zamlčet. Nicméně jisté pasáže z knihy Šlépěje XXV z roku 1940 je možné chápat jako důkaz, že Deml ve Svědectví opravdu něco (na čas) zamlčel. 
29. ledna 1932 zemřela Demlova mecenáška, přítelkyně a vydavatelka Pavla Kytlicová. Pohřbena byla v Tasově (po Demlově smrti byl do téhož hrobu pochován i on). Jakub Deml jí následně věnoval několik děl, literárně zpracoval rovněž její smrt (na základě svých záznamů, v nichž popisoval, kdy byl Pavle Kytlicové podán jaký lék, kolikrát byl u ní lékař apod.). Podporu se snažil hledat u hraběcí rodiny Sweerts-Šporků v Kuksu. V letech 1932–1933 se zamiloval do rozvedené dědičky panství, Kateřiny Sweerts-Šporkové (* 1895), jejíž pravicové smýšlení sdílel. Inspirovala mimo jiné jeho román Zapomenuté světlo (1934). Kateřina Demlovu přízeň nikdy neopětovala v míře, jak by si Jakub Deml byl přál. Roku 1938 vstoupila do Sudetoněmecké strany. 28. dubna 1945 spáchala sebevraždu a její matka byla vysídlena. Text byl i přes cenzuru terčem kritiky a sklidil pobouřené reakce. Jakub Deml trpěl špatným zdravotním stavem tělesně i duševně. Souhra nepříznivých událostí se projevovala i v jeho díle z oné doby. Roku 1935 si začal dopisovat se studentkou Marií Rosou Junovou. Ta se později stala vydavatelkou jeho děl až do listopadu 1949 a taktéž hospodyní, než se roku 1959, tři roky po svatbě s literárním kritikem Timotheem Vodičkou, odstěhovala s manželem do Olomouce. 

### Druhá světová válka a obvinění z kolaborace
Během druhé světové války zemřel Josef Florian, se kterým měl Deml mnoho pří. V roce 1942 musel přestat vydávat. V roce 1945 byl Tasov obsazen nacisty, kteří pátrali po partyzánech. Nacisté vzali několik rukojmí, kteří měli být popraveni, pokud by se celá záležitost nevyřešila. Jakub Deml se nabídl jako náhrada za tato rukojmí. Ale před vypršením ultimáta byl Tasov osvobozen Rudou armádou. Rovněž se uvádí, že Deml žehnal tasovským dobrovolníkům, kteří jeli podpořit velkomeziříčské povstání před jejich odjezdem z Tasova.
Jen za druhé republiky směl napsat Jakub Deml: „Nikdo nemůže býti už svým zrozením tak opovržen jako Žid… Odhalují si svou špínu a tulí se k sobě, podobni Kainu nemohou se přítulně blížiti ke stanům lidským… Spoléhám na naše Němce, dokud jim bude záležet na pořádku a klidu, jinak se naše republika neudrží. Slované si nedovedou vládnout.“
Během okupace se hlásil k antisemitismu propagovanému nacisty. Např. napsal do Šlépějí XXV roku 1940 věty jako „Kdykoli si vzpomenu na tento výrok Otokara Březiny, vždycky mám dojem, jako by říšský kancléř Adolf Hitler byl tyto věty Březinovy poslouchal a podle nich své jednání vůči Židům, smrtelné chorobě národa německého a každého jiného, byl zařídil“ či „Řekne-li Vám někdo, že Žid je také člověk, hned mu vyrazte čtyři zuby“.
Demlův antisemitismus je ovšem komplikované téma. Rozhodně nelze říci, že v období konce 30. let a roků protektorátních Jakub Deml naskakoval na vlnu všeobecného antisemitismu, který ve veřejném prostoru bujel. Demlovy antisemitistické vášně navíc vždy reflektovaly pouze antijudaistické tendence. Ani o opovrhování jinými rasami, než byli Židé, či lidmi různé barvy pleti nelze v souvislosti s Jakubem Demlem hovořit. Autorovy antisemitské výroky v jeho publikacích atd. je jen těžko možné řadit do diskurzů politických či ideologických, jelikož tak míněny nebyly, byť v periodickém tisku druhorepublikovém i protektorátním se v těchto kontextech objevovaly (tomu se nedalo vyhnout). Řada antisemitských výroků a figur se   v Demlových textech objevuje nejčastěji kolem roku 1940, avšak je nutné je chápat jako osobní výpovědi, často utvářené biografizujícími příběhy, skrze něž své názory Jakub Deml zprostředkovával nejčastěji. Zároveň celou záležitost činí nejednoznačnou a složitou i skutečnost, že v průběhu svého života se Jakub Deml přátelil s několika židovskými intelektuály (byť mnohdy tato přátelství končila předčasně a trpce, to je však v Demlově biografii evergreen).[zdroj?] Literární a výtvarný teoretik a kritik Jindřich Chalupecký upozorňuje na skutečnost, že do 20. let není v Demlově díle po jakémkoliv antisemitismu ani stopy, a že dokonce některé ze silnějších antižidovských výroků Otokara Březiny byly na Demlovo gusto poněkud za čárou.  
Po roce 1945 byl obviňován z kolaborace s nacisty. V letech 1946–1947 bylo proti němu vedeno řízení podle tzv. malého dekretu u Okresního národního výboru ve Velkém Meziříčí. Toto řízení bylo ale zastaveno. Řízení bylo vedeno pro členství a vystupování v protektorátní kulturní organizaci (Veřejná osvětová služba), nikoli za antisemitské výroky, jak se často tvrdí. V roce 1948 na základě téhož spisu byl případ obnoven v řízení podle tzv. velkého dekretu před Mimořádným lidovým soudem v Jihlavě. Při hlavním líčení na Demlovu obranu vystoupil mj. básník (a Demlův obdivovatel a přítel) Vítězslav Nezval, komunista a tehdy význačný státní úředník. Přes kolující různé domněnky o výsledku soudu (např. o podmíněném odsouzení) byl rozsudek osvobozující. Pravda ovšem byla, že původně plánovaný rozsudek osvobozující být neměl (Demlovi reálně hrozilo nejméně pět let těžkého žaláře) a Nezvalova intervence byla některými komunistickými funkcionáři Nezvalovi vyčítána. Demlův několikaletý právník a přítel Alois Plichta byl po Demlově „neplánovaném“ osvobození „potrestán“ podřadnými a špatně placenými právnickými pozicemi. Celá kauza byla pro Demla v osobní rovině o to horší, že svědectví ve spisu proti němu téměř výlučně pocházela od mnoha obyvatel Tasova a blízkého okolí, tedy od sousedů a spoluobčanů rodného kraje.    
Prostřednictvím Nezvala byl v roce 1949 Jakubu Demlovi nabídnut důchod. Deml ale tuto nabídku odmítl, stejně tak odmítl vydání Mých přátel v roce 1957. Za komunismu již žádné jeho dílo veřejně nevyšlo. Tasovské nakladatelství Marie Rosy Junové zaniklo v listopadu 1949 státním zákazem soukromých vydavatelství. 

### Stáří a smrt

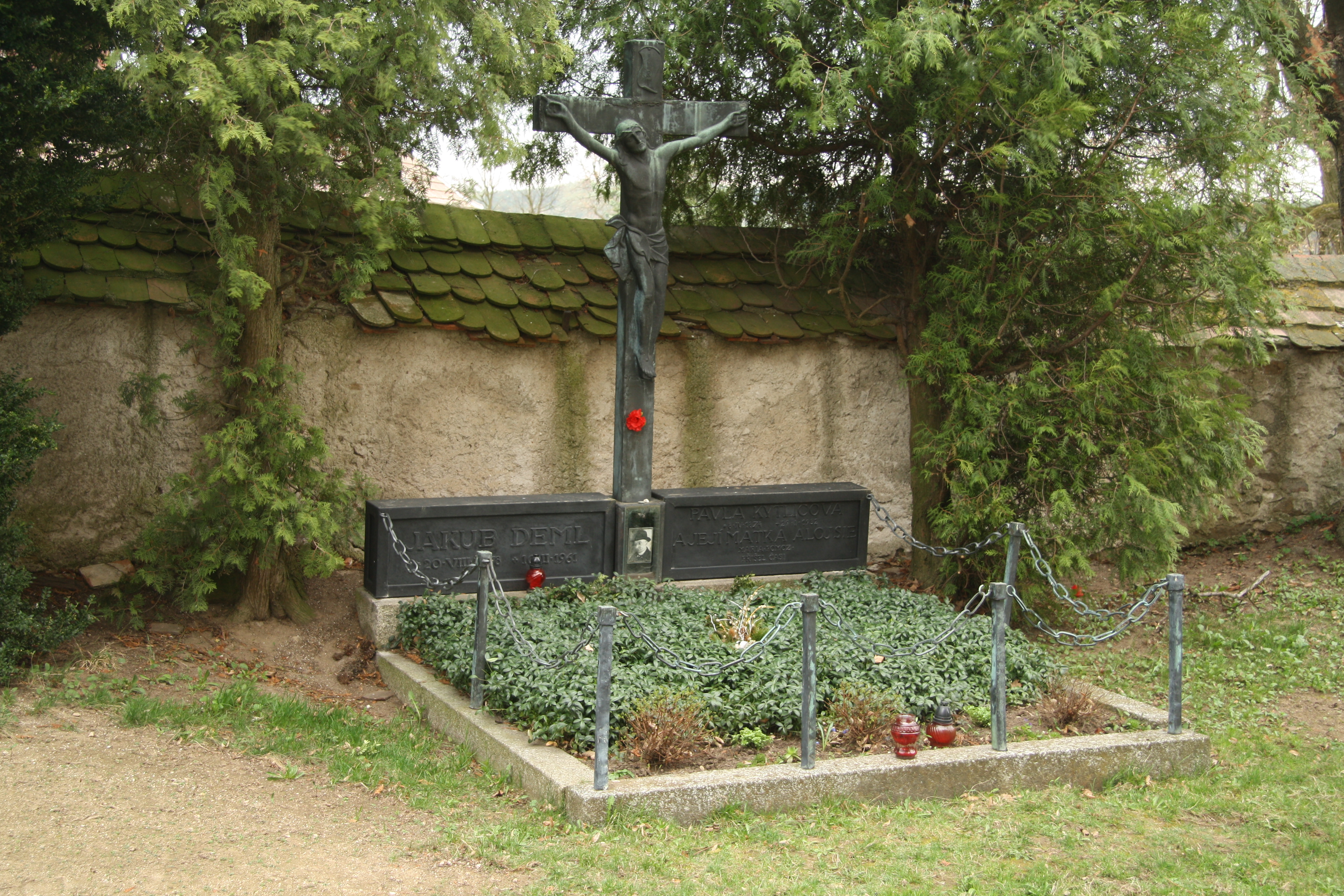
Hrob Jakuba Demla a Pavly Kytlicové v areálu tasovského kostela

V padesátých letech bylo Demlovi znemožněno vydávat (pouze Vítězslav Nezval se pokoušel prosazovat možnost vydání alespoň nějakých výborů Demlových textů, autor byl ovšem po úvahách proti tomu). Jeho dílo z té doby má formu rukopisů nebo dopisů a dodnes o něm nemáme úplně dobrou představu, neboť prozatím z něj bylo publikováno jen několik zlomků či ukázek. Demlova vydavatelka a ošetřovatelka Marie Rosa Junová se v roce 1956 vdala, jejím manželem se stal Timotheus Vodička, který dělal Demlovi redaktora. Vodička také chystal nová vydání některých starších Demlových prací. Nicméně Timotheus Vodička do Demlových textů razantně zasahoval a v podstatě je cenzuroval. Manželé Vodičkovi opustili Tasov v roce 1959, s Demlem se rozešli ve zlém, jakkoliv se víceméně usmířili nejpozději po smrti básníka Jana Zahradníčka o rok později. O Demla se tak starali jeho příbuzní žijící v Tasově, kteří mu do vily nosili jídlo, poklidit nebo na chvíli dělat společnost. Spisovatel velmi stál o to, aby měl dostatek péče, stejně tak se však projevoval mírný paradox jeho povahy, kdy zároveň toužil po chvílích o samotě a klidu. Nechal se ovšem navštěvovat mladými nadšenci svého literárního díla, jen pár týdnů před jeho smrtí jej navštívil například Jiří Kuběna. 
V lednu 1961 byl Jakub Deml hospitalizován v třebíčské nemocnici, po krátkém propuštění ale musel být hospitalizován 7. února znovu. Jakub Deml zemřel v třebíčské nemocnici 10. února 1961. Jeho pohřbu v Tasově se zúčastnilo velké množství lidí. 

## Dílo
Ve své době nebyl příliš ceněn. Díky své tvorbě je však Jakub Deml považován za předchůdce moderních literárních směrů, někdy dokonce i surrealismu, v tomto případě jde ovšem o nedorozumění (viz výše). Mezi jeho velké obdivovatele patřil například Vítězslav Nezval.

### Spisy
- Slovo k Otčenáši Františka Bílka – kresbou doprovází František Bílek. Nový Jičín: Nový život, 1904
- Jakuba Demla Homilie – Třešť: vlastním nákladem, 1907
- Notantur Lumina – básnická sbírka ovlivněná O. Březinou. Stará Říše: v. n. 1907 — ve 2. vydání vyšla pod názvem První světla
- Domů: deník – Ex libris, frontispice, kreslil Josef Marek. Vinohrady: v. n. 1912
- Hrad smrti: básnická próza, popisuje zde pocity úzkosti a ohrožení smrtí – barevnými dřevoryty ji vyzdobil Josef Váchal. Praha: v. n., 1912
- Rosnička – bibliofilie. Šebkovice: v. n., 1912
- V Zabajkalí: ze zápisků neznámého – Šebkovice: v. n., 1912
- Moji přátelé: lyrická básnická sbírka (v próze), oslovuje zde květiny, nahlíží na ně jako na osoby – Vinohrady: v. n., 1913 — hmatové písmo. Praha: KTN, 2003
- Pro budoucí poutníky a poutnice – Žižkov: v. n., 1913
- Tanec smrti – popisuje zde pocity úzkosti a ohrožení smrtí. Tasov: v. n., 1914
- Šílená – Praha: Ženský svět 1915
- Miriam: milostná poezie v próze – litograficky přepsal a kresbami doprovodil František Kobliha, tiskl Melantrich. Jinošov: v. n., 1916
- Šlépěje – cyklus mnoha sborníčků (26), ve kterých vydal většinu své prózy. Obsahují především autorovy deníky (vzorem mu je francouzský básník Léon Bloy), polemiky, aforismy, úvahy, … Jinošov: v. n., 1917–1947
- Věštec – Jinošov: v. n., 1917
- Kořeny naší řeči – nepublikovaný text z pozůstalosti. 1920
- Praktická ministrance to jest správné odpovědi ministrantů při mši svaté – Třebíč: v. n.,
- Jsem na Slovensku – Topolčanky: v. n., 1920
- Nůše pohádek – napsali Božena Benešová, Helena Čapková, Jakub Deml, Jaroslav Durych, Viktor Kamil Jeřábek, Béňa Klička, Jan Klokoč, Pavla Křičková, Karel Mašek, Marie Pujmanová, Karel Scheinpflug, Fráňa Šrámek; kreslili Josef Hlaváček, Zdeněk Kratochvíl, Alois Moravec, Vlastimil Rada, V. Sedláček, Slavoboj Tusar; uspořádal Karel Čapek. Praha: Pražská akciová tiskárna, 1920?
- Jakuba Demla Sokolská čítanka – kresba na obálce od Františka Bílka; dřevoryty od Václava Živce. Tasov: Pavla Kytlicová, 1923
- Česno – Tasov: Pavla Kytlicová, 1923
- Sestrám – dřevoryty a kresby od Františka Bílka. Tasov: Pavla Kytlicová, 1924
- Hlas mluví k slovu – Tasov: Pavla Kytlicová, 1926
- Do lepších dob – Tasov: Pavla Kytlicová, 1927
- Z mého okovu – Tasov: Pavla Kytlicová, 1927
- Dílo Felixe Jeneweina – Praha: Umělecká Beseda, 1928
- Můj očistec – Samotišky: Otto František Babler, 1929
- Ke dni Zvěstování [25. března 1929]: in memoriam Otokara Březiny – Tasov: v. n., 1929
- Aby se něco nezamluvilo... – Jaroslav Durych k šedesátiletí Otokara Březiny; Jakub Deml o básníku víry. Třebíč: František J. Trnka, 1929
- Kronika městečka Tasova – 1929
- Mé svědectví o Otokaru Březinovi – Praha: Rudolf Škeřík, 1931
- Sen o Otokaru Březinovi – Tasov: v. n., 1932
- Smrt Pavly Kytlicové – Brno: v. n., 1932
- Katolický sen – Tasov: v. n., 1932
- Jak jsme se potkali – Tasov: v. n., 1933
- Památný den v Kuksu – Tasov: v. n., 1933
- Štědrý den – kresby od Jana Konůpka – Tasov: v. n., 1934
- Zapomenuté světlo – Tasov: v. n., 1934
- Chvíle soumraku – Tasov: v. n., 1934
- Jan Konůpek – Praha: Bujárek-Duchan, 1934
- Solitudo – německy. Tasov: v. n., 1934
- Píseň vojína šílence – německy. Tasov: v. n., 1935 – z němčiny přeložil Ladislav Dvořák; ilustroval Emanuel Ranný. Praha: Emanuel Ranný, 1996
- Princezna – kresbami vyzdobil Jan Konůpek. Tasov: v. n., 1935
- Cesta k jihu – Tasov: v. n., 1935
- Jugo – Tasov: v. n., 1935
- Matylka – Tasov: v. n., 1936
- Pohádka: tři básně veršem – Tasov: Marie Rosa Junová, 1936
- Rodný kraj – Tasov: v. n., 1936
- Umění: přednáška – 1937[13]
- Není dálky – Tasov: Marie Rosa Junová, 1937
- Vražda – Tasov: Marie Rosa Junová, 1937
- Kniha Judith – Tasov: Marie Rosa Junová, 1938
- Ptačí budky – Tasov: Marie Rosa Junová, 1938
- Pupava – upravil a vyzdobil Josef Kapinus. Tasov: Marie Rosa Junová, 1938
- Verše české 1907–1938, poctěno státní cenou – 1938[13]
- Oltář v poli – 1939[13]
- Mohyla; Pozdrav z Tasova; Tepna – Praha: Vyšehrad, 1941
- Jméno Ježíš – Tasov: Marie Rosa Junová, 1942
- K narození Panny Marie – Olomouc: Krystal, 1942
- Svatý Josef – Olomouc: v. n., 1942
- Prosíme o zbožnou vzpomínku na paní Pavlu Kytlicovou, která blaženě zesnula 29. ledna 1932 v Tasově – Tasov: Marie Rosa Junová, 1946
- Kterak se Otokar Březina "dištancoval" od Jakuba Demla: výňatek z dopisu Jakuba Demla – Tasov: Marie Rosa Junová, 1946
- Cestou do Betléma – 1955.
- Triptych – Tasov: v. n., 1960
- Jakub Deml Xaveru Dvořákovi: dopis – původní grafikou vyzdobil Jaroslav Vodrážka. Alois Chvála, 1964
- Ledové květy: v Tasově 8. prosince 1959 Jakub Deml; lina Jaroslava Vodrážky; upravil, vysázel a vytiskl Alois Chvála. Praha: Alois Chvála, 1966
- Tasov – vybral a uspořádal Miloš Dvořák; doslov a ediční a bibliografické poznámky napsal Vladimír Binar. Praha: Vyšehrad, 1970
- Bratr Antonín: rukopis – s dřevorytem Pavla Herynka. Hodolany: E. Zach a P. Mikeš, 1972
- Miloš – Mirošov: 1973
- Jediná naděje: rukopis – 1979
- Modlitba mariánského roku: rukopis –1981
- Tajemná loď – semizdat. Praha: Vladimír Binar a Bedřich Fučík, 1983
- Pout na Svatou Horu – Brno: Petrov, 1991
- Podzimní sen – popisuje Demlův sen, ve kterém navštívil internační tábor pro kněze; text z r. 1951; úvod Jan Žáček. Vranov: Votobia, 1992
- Haluciňák: záznamy v zápisníku z let 1948–1960 – Brno: Vetus Via, 1997
- Píšu to při světle nočním: výbor z korespondence z let 1940–1961 – Praha: Torst, 1998
- Poslední verše – z pozůstalosti sestavil Jiří Kuběna; závěrem otištěn text Miloše Dvořáka Smrt Jakuba Demla. Brno: Vetus VIa, 1998
- Zakázané světlo: výbor z korespondence z let 1930–1939 – vybral, uspořádal a doprovodné texty napsal Jiří Olič. Praha: Paseka, 1999
- Milý pane Josefe B. – text připravili Jiří Hrabal, Mojmír Trávníček; úvodní slovo Helena Gajdušková, M. Trávníček; ediční poznámky M. Trávníček. Vsetín: Masarykova veřejná knihovna, 2000
- Kající modlitba Jakuba Demla z roku 1938 – linoryty Zdirad Čech. Rájec-Jestřebí: Jan Juránek, 2000
- Nebe se jiskří mlékem: výbor z próz a publicistiky z let 1920–1929 – uspořádal, k vydání připravil a doslov napsal Jiří Olič. Praha: Paseka, 2001
- Betlémský poutník – připravil a úvodní slovo napsal Mojmír Trávníček. Svitavy: Trinitas, 2004
- Milý a dobrý hochu – Milovaný, důstojný pane!: vzájemná korespondence Jakuba Demla a Josefa Váchala – editor Marcela Mrázová. Praha: Trigon, 2005
- Carissime, kde se touláte?: dopisy Jakuba Demla příteli Josefu Ševčíkovi do Babic – k vydání připravily, doprovodné texty, vysvětlivky a ediční poznámky napsaly Šárka Kořínková a Iva Mrázková. Praha: Dauphin, 2010
- I tento list považujte za neúplný: dopisy Jakuba Demla příteli Matěji Fenclovi – k vydání připravila, doprovodné texty, vysvětlivky a ediční poznámky napsala Šárka Kořínková. Praha: Dauphin, 2011
- Číslo jednací: láska: vzájemná korespondence Jakuba Demla a Františka Bílka. Kniha I, 1901–1906 – k vydání připravila, doprovodné texty a vysvětlivky napsala a cizojazyčné pasáže přeložila Iva Mrázková; kresby František Bílek a Jakub Deml. Praha: Dauphin, 2012
- Příteli Evermodu Balcárkovi místo čestného diplomu: vzájemná korespondence Jakuba Demla a Evermoda Vladimíra Balcárka: 1905–1959 – k vydání připravila a doprovodné texty napsala Lenka Žehrová ... et al. Praha: Dauphin, 2013
- Sedm let jsem u vás sloužil: vzpomínky na Josefa Floriana – k vydání připravily Daniela Iwashita a Petra Klimešová: Praha: Dauphin, 2015
- Poznávám krásu Vašich krajin: vzájemná korespondence Jakuba Demla a Otokara Březiny. Kniha II, Dedikace, deník, komentáře. Praha: Ústav pro českou literaturu AV ČR, 2018

### Překlady
- Ustanovení která vyšla od apoštola svatého stolce Petrova Kristovu stádci k povzbuzení, by často a denně přijímalo Nejsvětější svátost oltářní – spolu s Antonínem Střížem. Stará Říše: v. n., 1905
- Dekret Apoštolské stolice římské o častém a denním Svatém přijímání – Tasov: v. n., 1905
- Cestyvěz nebo Vidění a zjevení: kniha 1 – svatá Hildegarda Bingenská. Praha: Hugo Kosterka, 1911
- Slavík svatého Bonaventury – Šebkovice: v. n., 1912 — s dřevoryty F. Bílka: Jinošov: v. n., 1916
- Hora prorokův – z vidění ctihodné Anny Kateřiny Emmerichové; dřevoryty Josef Váchal. Praha: v. n., 1912
- Život svaté Dympny, panny a mučednice – Pedro de Rivadeneira. Praha: v. n., 1912
- Život Ruysbroecka Podivuhodného – od Vavřince Suria; upravil a původními dřevoryty vyzdobil Slavoboj Tusar. Tasov: v. n., 1915
- O divadlech – Svatý Cyprian. Tasov: Pavla Kytlicová, 1927
- Audiatur et altera pars – Rainer Maria Rilke. 1928[13]
- List sv. Vincence Ferrerského Benediktu XIII. o konci světa a o příchodu Antikrista – upravil Otto F. Babler. Tasov: Pavla Kytlicová, 1928
- Vzpomínka na Otokara Březinu – Rudolf Pannwitz. Tasov: Marie Rosa Junová, 1936
- Kniha Tobit – přeložil Josef Heger; výklad knihy Ct. Anny K. Emmerichové přeložil Matěj Fencl; Slovo sv. Bonaventury přeložil Jakub Deml, kresby Jan Konůpek. Tasov: Marie Rosa Junová, 1940
- O vystupování mysli k Bohu: po žebřících věcí stvořených – Robert Bellarmino. Brno: Brněnské tiskárny, 1948
- Hymnus na svatého Vojtěcha – přeložil ze staré latinské sekvence; text kaligrafoval Jiří Šindler. Brno: Vetus Via,

### Jiné
- Slovo o díle Františka Bílka: 5 reprodukcí Bílkových děl – strojopis
- Souborné práce Františka Bílka – Babice u Lesonic: v. n., 1905
- Studium: sborník – Babice: v. n., 1905–1907
- O dětech, o zvířátkách a o jiných věcech – Pavla Kytlicová. Šternberk: Jakub Deml, 1919
- Soubor knižních značek Antonína Slavíčka – [Antonín Slavíček – Míla Šílová – Vácslav Rudl – Jakub Deml – J. F. D. D. – Hana Malá – Jan Michna – Josef Hladký – Ludvík Vrána – Jan Knor] Praha: Československý spolek sběratelů a přátel ex libris, 1921
- Soubor prací Františka Bílka: 10. výstava K. V. U. Aleš Brno, únor–březen: výstavní pavilon na náměstí Žerotínově – Brno: K. V. U. Aleš, 1924
- Rodiče a děti – Pavla Kytlicová; předmluva Jakub Deml. Tasov: Pavla Kytlicová,
- Práce Františka Bílka – Babice: v. n., 1930?
- Proroctví Joelovo – Joel; podle Vulgáty pro tisk upravili Josef Heger, Jakub Deml. Tasov: Pavla Kytlicová, 1931
- Korouhve Františka Bílka v Babicích – Tasov: v. n., 1932
- Slovo k Hudbě pramenů – Tasov: v. n., 1932
- František Bílek v Mnichově – Tasov: v. n., 1932
- Listy Otokara Březiny Jakubu Demlovi – Tasov: Jakub Deml, 1932
- Místa a cesty Otokara Březiny – napsal prolog. Náměšť nad Oslavou: Ondřej Knoll, 1932
- Rozhovor duše s Bohem: kruh sonetů z knihy "Moudrost" – Paul Verlaine; přeložil Jozef Tkadlec. Tasov: Jakub Deml, 1932
- Život, jak já jej vidím: předneseno v čsl. rozhlase v Praze dne 2. září 1934 – Tasov: v. n., 1934
- Tasovské akvarely Marie Vořechové Vejvodové: Alšova síň Umělecké besedy, od 10. do 26. května 1935 – Jakub Deml, Alžběta Birnbaumová. Praha: Umělecká beseda, 1935
- Umění: touto přednáškou o umění ... dne 13. prosince 1936 v Moravských Budějovicích ... zahájil Jakub Deml vánoční výstavu výtvarníků západní Moravy ... – verše o Řeku Aucassinovi přeložil Hanuš Jelínek. Tasov: v. n., 1937
- Katalog výstavy malíře Aloise Schneiderky, sochaře Josefa Axmanna – Brno: Moravská unie, 1939
- Chvalořeči – Ondřej František de Waldt; napsal předmluvu; vybral Josef Vašica. Tasov: Maria Rosa Junová, 1940
- Zapomenuté světlo [videozáznam]: vášnivý vztah k lásce a životu – námět Jakub Deml; scénář Milena Jelínek; režie Vladimír Michálek. Praha: Česká televize: Bontonfilm, 1996